# Elevate Festival
Das Elevate Festival ist ein seit 2017 jährlich im März im und um den Grazer Schloßberg stattfindendes Festival. In den Vorjahren war der Termin Ende Oktober. Fünf Tage lang präsentiert das Festival tagsüber Diskussionen und Workshops. Anders als viele vergleichbare Konferenzen und Festivals in Österreich sind diese größtenteils kostenlos besuchbar. Nachts bieten Konzerte in verschiedenen Locations die Möglichkeit, zur Musik von nationalen und internationalen Künstlern zu feiern, die sich abseits des Mainstreams bewegt. Deswegen trägt das Festival den Untertitel „Festival für zeitgenössische Musik, Kunst und politischen Diskurs“.

## Geschichte
Ausgangspunkt für die Idee, Musik und politischen Diskurs zu verbinden, war 2003 die Exit-Space-Veranstaltung in der Postgarage zum Thema lokale Kulturpolitik in Graz. 2005 wurde das Konzept schließlich im und um den Grazer Schloßberg zu einem internationalen Festival erweitert. Die Idee zum Namen des Festivals kam den Gründern und Organisatoren des Festivals – Bernhard Steirer, Daniel Erlacher und Roland Oreski – während einer Fahrt im Lift des Schlossbergs: Elevator ist das englische Wort für Aufzug, das entsprechende Verb "to elevate" kann verschiedentlich übersetzt und interpretiert werden, u. a. als erbauen, anheben oder erhöhen.
2021 wurde das Festival aufgrund der COVID-19-Pandemie auf August verschoben.

## Festivaljahre im Überblick
2005: „Independent People/Independent Movements“ (1. Festival)

Das Elevate Festival hat erstmals im Jahr 2005 stattgefunden. In diesem Jahr war Wikipedia-Gründer Jimmy Wales zu Gast.
2006: „Elevate the Debate“

Die Themen, die 2006 diesem Jahr behandelt wurden, drehten sich im Großen und Ganzen um Freie Medien, Videostreaming und Grundeinkommen.
2007: „Elevate Democracy!“

Die Themenkomplexe Medien, Technologie und Kritik, Analyse, Perspektiven wurden in Form von Diskussionsrunden und Workshops an vier Tagen behandelt. In diesem Jahr waren unter anderem die US-amerikanische Ex-Kongressabgeordnete und Präsidentschaftskandidatin 2008, Cynthia McKinney und der US-Medienkritiker und Dokumentarfilmer Danny Schechter zu Gast.
2008: „Elevate the Commons“

Percy Schmeiser war einer der Gäste im Jahr 2008.
2009: „Elevate the Crises“

Es sprachen Gäste wie Amy Goodman, Pat Mooney, Christian Felber, Raimund Löw oder Anneliese Rohrer.
2010: „Elevate Civil Society“

Gäste waren u. a. Mike Bonanno (The Yes Men), Bill McKibben. 2010 wird zum ersten Mal rund um die Uhr im Internet ein Programm unter dem Titel der Elevate Mediachannel gesendet.
2011: „Elevate the 21st Century“

Mit den Zukunftsvisionen, die es für das 21. Jahrhundert gab und gibt beschäftigte sich das Diskursprogramm 2011. Es wurde nicht nur der aktuelle Stand gesellschaftlich relevanter Entwicklungen diskutiert, sondern auch ein Blick in eine mögliche Zukunft geworfen. Zu Gast waren unter anderem: Johan Galtung, Mark Stevenson, Nafeez Mosaddeq Ahmed u. v. m.
2012: „Elevate the Apocalypse?“

Am Elevate Festival 2012 stellte man sich der Frage: Gelingt es, den dringend nötigen Wandel hin zu solidarischen Wirtschafts- und Lebensweisen, die ökologische Grenzen respektieren und Menschenrechte achten, zu bewerkstelligen oder bedarf es erst großer Katastrophen, damit grundlegende Veränderungen entschieden vorangetrieben werden? An drei Thementagen diskutierten Gäste wie Christian Payne, Jacob Appelbaum oder Polly Higgins über aktuelle Lage und mögliche Handlungsansätze.
2013: „Elevate Open Everything?“

Unter dem Thema beschäftigte sich das Elevate Festival mit der „Open Bewegung“, deren Gedankengut es ist Daten so offenzulegen, dass es Einzelne oder Mehrere in einer Demokratie befähigt, an politischen Prozessen teilzuhaben oder technische Innovation voranzutreiben. Obwohl die Ursprünge in Computersoftware liegen, hat sich der Open Gedanke in vielen Bereichen fortgesetzt. Die geladenen Gäste diskutierten über die Ambivalenz, die neue Technologien und das Gedankengut des „Open Everything“ mit sich bringen, in einer Zeit von gefährdeter Privatsphäre, Wikileaks und Snowden. Sie bearbeiteten die Frage wie eine Gesellschaft der Openess aussehen würde, würde diese Realität werden. Diskursgäste waren u. a. Jacob Appelbaum, Birgitta Jónsdóttir und Anne Roth.
2014: „Elevate #10 – Diskurs & Aktivismus“

Es wurden die 10 Jahre Elevate Festival reflektiert. Man stellte sich die Frage, was geblieben ist von den letzten Jahren, traf Gegenwartsanalysen und öffnete Zukunftsperspektiven. Der Politikwissenschaftler John Holloway gab, wie schon beim ersten Elevate Festival 2005, die Eröffnungsrede. Zu Gast waren unter anderem der Informationstechnologe Micah Lee und der Filmemacher Antonino D'Ambrosio.
2015: „Elevate Creative Response!“

Die elfte Ausgabe widmete sich der Frage, wie den gesellschaftspolitischen Herausforderungen unserer Zeit durch kreatives Denken und Handeln begegnet werden kann. Das Thema wurde inspiriert durch Antonino Ambrosios Film Let Fury Have the Hour, welcher bereits im Vorjahr im Rahmen des Festivals gezeigt wurde. Ambrosio hielt daher neben Tadzio Müller auch eine der Eröffnungsreden des Festivals 2015.
Elevate Festival 2016 (12. Festival, bisher jeweils Oktober)

Im Zuge der Teilnahme an der Festival-Kooperation „We Are Europe“ richtete sich der Fokus des Diskursprogramms 2016 auf die gegenwärtigen Veränderungsprozesse in Europa. Unter den Diskursgästen befanden sich Journalistin und Wikileaks-Mitarbeiterin Sarah Harrison, der Philosoph und DiEM25-Mitbegründer Srećko Horvat, die französische Filmemacherin Hind Meddeb ebenso wie die emeritierte Professorin für Europäische Gesellschaftspolitik Birgit Mahnkopf.
Elevate Festival 2017 (13. Festival, 1. bis 5. März 2017)

Big Data, Quantifizierung & Algorithmen – Wer trifft Entscheidungen im 21. Jahrhundert?
Elevate Festival 2018 (14. Festival, 28. Februar bis 4. März 2018)

„Risiko und Courage“ in Bezug auf gesellschaftliche Probleme und Veränderungen bestimmen in diesem Jahr das Festival. Ein Schwerpunkt liegt auf dem Thema Whistleblowing – auch der umstrittene WikiLeaks Gründer Julian Assange wurde eingeladen, per Videostream am Festival teilzunehmen. Die aus dem tschechischen Exil operierende, russische Aktivistengruppe Voina ist ebenfalls im Diskursprogramm vertreten. Im Rahmen der „We Are Europe“ Festivalkooperation begrüßt das Elevate Festival auch 2018 wieder Partner in Graz: Das TodaysArt Festival aus Den Haag und das Reworks Festival aus Thessaloniki kuratieren gemeinsam mit dem Elevate Team einige Sessions im Diskursprogramm.
Elevate Festival 2019 (15. Festival, 27. Februar bis 3. März 2019)
Im Mittelpunkt steht in diesem Jahr das Festivalthema Wahrheit im Spektrum von Medien, Sprache und Journalismus sowie Wissenschaft, Technologie und Kunst. Prominente Rednerin im Diskursprogramm ist Pamela Anderson, die zunächst als Schauspielerin und Model bekannt wurde, diese Öffentlichkeit aber bereits länger gezielt für ihre gesellschaftspolitischen Anliegen als Tierrechtsaktivistin nutzt. Weitere internationale Aktivisten zu Gast am Festival sind der nigerianische Poet und Umweltschützer Nnimmo Bassey, Träger des Alternativen Nobelpreises Right Livelihood Award, sowie erneut der kroatische Philosoph Srećko Horvat, Demokratie-Aktivist bei DiEM25.
Elevate Festival 2020 (16. Festival, 4. bis 8. März 2020)
Die Klimakrise und das Verhältnis zwischen Mensch, Natur und technologischer Entwicklung sind die Themen des diesjährigen Festivals. An vier Tagen mit Diskussionen, Vorträgen, Filmvorführungen und Workshops mit zahlreichen Schriftstellern, Aktivisten und Wissenschaftlern aus aller Welt geht das Festival der Frage nach, ob die Klimakrise die größte Herausforderung der Menschheit ist oder nicht vielmehr der Mensch selbst. Zu den Vortragenden gehören unter anderen die Autorin und Philosophin Ariadne von Schirach, der Autor und Dokumentarfilmer Douglas Rushkoff sowie die kenianische Umweltaktivistin Elizabeth Wathuti.

## Elevate Awards
Zwischen 2012 und 2015 wurden während des Festivals die Elevate Awards an Menschen, Initiativen und Projekte verliehen, die sich positiv, nachhaltig und innovativ für die Gesellschaft einsetzen. Vergeben wurden Preise in drei Kategorien: Der Elevate Award Steiermark, der International Elevate Award und der Elevate Artivism Award. Die Auswahl der Preisträger fand über Publikumswahl (Elevate Artivism Award und Elevate Award Steiermark) bzw. durch eine internationale Jury statt, die sich aus den Gästen der vorherigen Festivaljahre zusammensetzte (International Elevate Award).
Elevate Awards 2012
Kategorie Steiermark: Hofkollektiv Wieserhoisl
Kategorie International: Réseau des femmes pour le développement durable en Afrique (REFDAF)
Kategorie Artivism: Susanne Prosegga
Elevate Awards 2013
Kategorie Steiermark: Open BioLab Graz
Kategorie International: Refugee Protest Camp Vienna
Kategorie Artivism: HOAM:ART
Elevate Awards 2014
Kategorie Steiermark: KAMA Graz
Kategorie International: Cryptocat
Kategorie Artivism: Partycipation
Elevate Awards 2015
Kategorie Steiermark: Allerleihladen
Kategorie International: White Helmets
Kategorie Artivism: Manu Luksch

## Auszeichnungen
- 2023: Hanns-Koren-Kulturpreis des Landes Steiermark[25]